# Gobelets de Vicarello

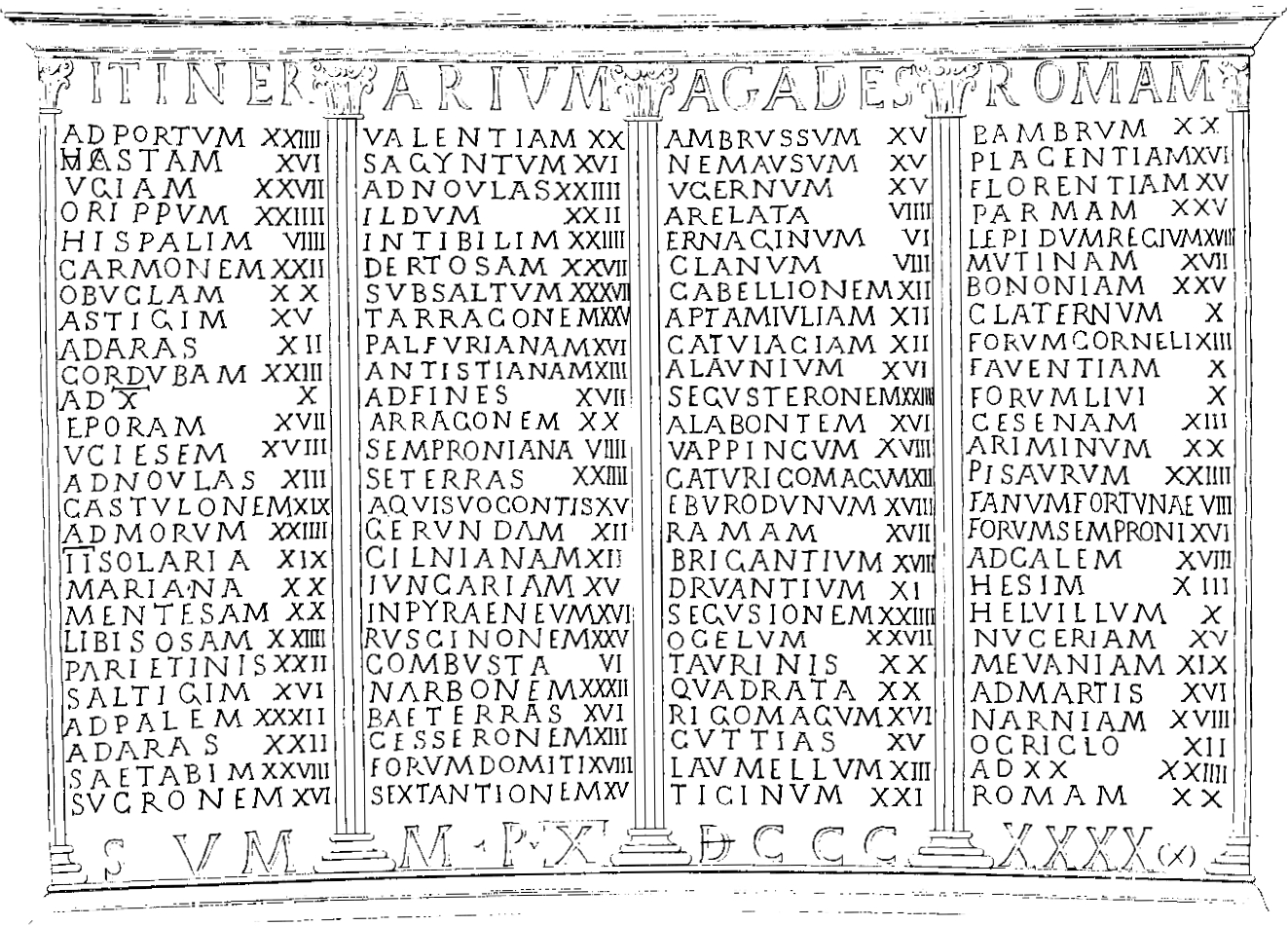
Itinéraire inscrit sur Vicarello I, le premier des quatre gobelets.

Les gobelets de Vicarello sont quatre gobelets d'argent du Ier siècle ap. J-C. Il s'agit d'objets votifs provenant de la station thermale d'Aquae Apollinares, près du lac de Bracciano (lacus Sabatinus) et conservés à Rome au musée des Thermes de Dioclétien (Palazzo Massimo). Trois d'entre eux ont été découverts en 1852, le quatrième en 1863. D'une hauteur variant de 9,5  à   15,3 centimètres, ils ont la forme de bornes milliaires et énumèrent sur quatre colonnes les étapes (mansiones) et les distances d'un itinéraire allant de Gadès (l'actuelle Cadix, en Espagne) à Rome en passant par le sud de la Gaule et le col de Montgenèvre.
Les distances en milles romains (1,481 km) peuvent faire apparaître de l'un à l'autre de très légères différences qui ne font qu'en renforcer la fiabilité. Par exemple, Nîmes-Beaucaire (Nemausus-Ugernum) : 15 milles sur Vicarello I et III, 16 sur Vicarello II et IV. Ou encore, Arles-Saint-Gabriel à 11 km de Tarascon (Arelata-Ernaginum) : 8 milles sur Vicarello I et III, 7 milles sur Vacarello II. Ces gobelets constituent donc une de nos sources de connaissance les plus précieuses de la voie Domitienne.

## Exemples d'itinéraire
| Les inscriptions du premier des quatre gobelets indiquent : | Les inscriptions du quatrième des quatre gobelets indiquent : |

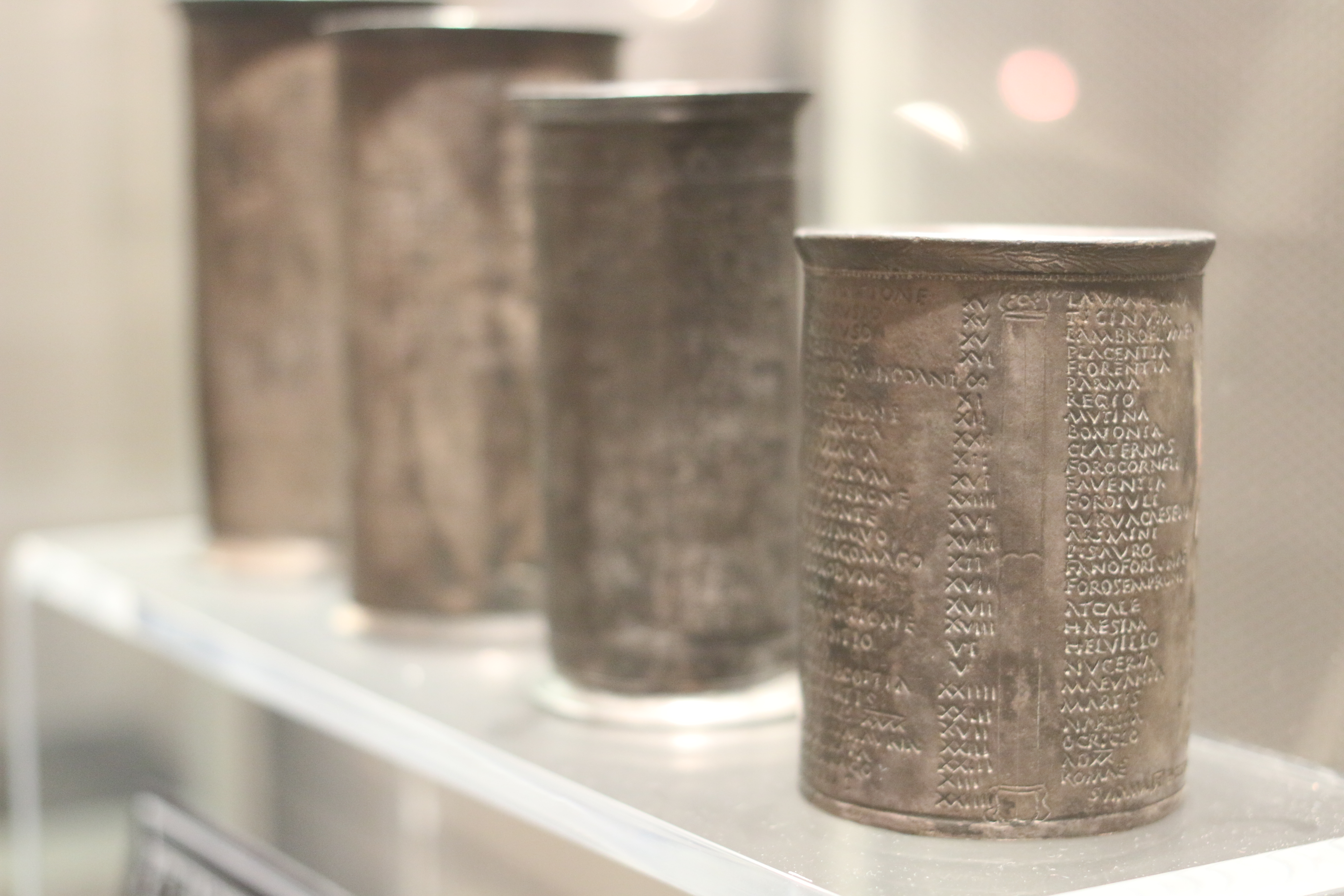
Musée national romain archéologique à Rome

| Itinerarium a Gades Romam 1. Ad Portum XXIIII 2. Hastam XVI 3. Ugiam XXVII 4. Orippum XXIIII 5. Hispalim VIIII 6. Carmonem XXII 7. Obuclam XX 8. Astigim XV 9. Ad Aras XII 10. Cordubam XXIII ( Cordoba ? ) 11. Ad X X 12. Eporam XVII 13. Uciesem XVIII 14. Ad Novlas XIII 15. Castulonem XIX 16. Ad Morum XXIIII 17. II Solaria XIX 18. Mariana XX 19. Mentesam XX 20. Libisosam XXIIII 21. Parietinis XXII 22. Saltigim XVI 23. Ad Palem XXXII 24. Ad Aras XXII 25. Saetabim XXVIII 26. Sucronem XVI 27. Valentiam XX (Valence ?) 28. Sagyntum XVI (Sagunt ?) 29. Ad Novlas XXIIII (Nules ?) 30. Ildum XXII 31. Intibilim XXIIII 32. Dertosam XXVII 33. Sub Saltum XXXVII 34. Tarraconem XXV (Tarragone ?) 35. Palfurianam XVI 36. Antistianam XIII 37. Ad Fines XVII 38. Arragonem XX 39. Semproniana VIIII 40. Seterras XXIIII 41. Aquis Vocontis XV 42. Gerundam XII (Gérone?) 43. Cilnianam XII 44. Iuncariam XV ( Figuières) 45. In Pyraeneum XVI (Pyrénées ?) 46. Ruscinonem XXV (Château-Roussillon) 47. Combusta VI 48. Narbonem XXXII (Narbonne ?) 49. Baeterras XVI (Béziers ?) 50. Cesseronem XIII 51. Forum Domiti XVIII (Montbazin), 52. Sextantionem XV (Castelnau-le-Lez), 53. Ambrussum XV (Ambrussum), 54. Nemausum XV (Nîmes), 55. Ugernum XV (Beaucaire (Gard)), 56. Arelata VIIII (Arles), 57. Ergnaginum VI, 58. Clanum VIII (Glanum), 59. Cabellionem XII (Cabellio) Cavaillon, 60. Aptam Iuliam XII (Apt), 61. Catuiaciam XII (Céreste), 62. Alaunium XVI (Chapelle Notre-Dame-des-Anges de Lurs), 63. Segusteronem XXIIII (Sisteron), 64. Alabontem XVI (correspond au lieu-dit Allemont, entre les deux villes citées), 65. Vappincum XVIII (Gap), 66. Caturigomagum XII (Chorges), 67. Eburodunum XVIII (Embrun (Hautes-Alpes)), 68. Ramam XVII (La Roche-de-Rame), 69. Brigantium XVIII (Briançon), 70. Druantium XI (Montgenèvre), 71. Segusionem XXIIII (Suse), 72. Ocelum XXVII (Chiusa), 73. Taurinis XX (Turin), 74. Quadrata XX 75. Rigomagum XVI Rigomagus; Rigomagus ; Trino 76. Cuttias XV 77. Laumellum XIII (Lomellina) 78. Ticinum XXI 79. Plambrum XX 80. Placentiam XVI (Piacenza ?) 81. Florentiam XV (Fiorenzuola d'Arda ?) 82. Parmam XXV (Parme ?) 83. Lepidum Regium XVIII 84. Mutinam XVII (Modène) 85. Bononiam XXV (Bologne) 86. Claternum X 87. Forum Corneli XIII 88. Faventiam X 89. Forum Livi X 90. Cesenam XIII 91. Ariminum XX (Rimini) 92. Pisaurum XXIIII (Pesaro) 93. Fanum Fortunae VIII (Fano) 94. Forum Semproni XVI 95. Ad Calem XVIII 96. Hesim XIII 97. Helvillum X (Fossato di Vico) 98. Nuceriam XV (Nocera Umbra) 99. Mevaniam XIX 100. Ad Martis XVI 101. Narniam XVIII (Narnia) 102. Ocriclo XII 103. Ad XX XXIIII 104. Romam XX (Rome) Sum[ma] M[ilia] P[assus] MDCCCXXXXS | AGADIBVS ROMA ADPORTV XXIIII HASTA XVI VGIAE XXVII ORIPPO XXIIII HISPALI VIIII ABHISPALICORDYBAE CARMONE XXII OBVCLAE XX ASTIGI XV CORDVBAE XXXV ABCORDVBATARRACONE ADDECVMVM X EPORA XVIII VCIENSE XVIII ADNOVOLAS XIII ADARAS XXIIII ADMORVM XVIIII ADDVOSOLARIA XVIIII MARIANA XX MENTESA XX LIBISOSA XXIIII PARIETINIS XXII SALTIGI XVI ADPALAE XXXII TVRRES SAETAB XXV SAETABI XXV SVCRONE XVI VALENTIA XX SAGVNTO XVI ADNOVA XXIIII ILDV XXII INTIBILI XXIIII DERTOSA XXVII SVBSALTV XXXVII TARRACONE XXV ATARRACONENARBONE PALFVRIANA XVI ANTESTIANA XIII ADFINES XVII ABRAGONE XX ADPRAETORIVM XVII BAETERRAS XVI AQVASVOCONIAS XV GERVNDA XII CINNIANA X IVNCARIA XII SVMMOPYRENAE RVSCINONE XXV ADCOMMVSTA VI NARBONE XXXIIII ANARBONETAVRINOS BAETERRAS XVI CESSIRONE XII FRONTIANA X FORODOMITI VIII |

## Profil altimétrique
Pour des raisons techniques, il est temporairement impossible d'afficher le graphique qui aurait dû être présenté ici.

Le point le plus haut se situe au col entre la France et l'Italie. Il dépasse les 1 000 mètres d'altitude, de Briançon à Oulx en passant par Turin. L'autre point haut se situe entre Fano et Rome (zone montagneuse).
Deux autres points haut sont d'une part le franchissement des Pyrénées, La Jonquera est à 110 mètres, et d'autre part le passage par Cordoue situé à une altitude de 120 mètres.

## Tracé
Pour des raisons techniques, il est temporairement impossible d'afficher le graphique qui aurait dû être présenté ici.